# Dwayne Dolphin
Dwayne Dolphin (* 7. Mai 1963 in Pittsburgh) ist ein amerikanischer Jazzmusiker (Kontrabass).

## Leben und Wirken
Dolphin, der bis heute in seiner Geburtsstadt lebt, entdeckte zunächst das Schlagzeug, wechselte aber mit zehn Jahren an die Bassgitarre. Mit 15 Jahren spielte er in der Band des Pittsburgher Schlagzeugers Roger Humphries, aber auch mit lokalen Musikern wie Pete Henderson und Carl Arter.
Nach Beendigung der Highschool holte ihn Wynton Marsalis in sein Quintett, mit dem er durch die USA tourte. Dann spielte er mit Hank Crawford und in der Folge auch mit Hank Jones, Abbey Lincoln, Kenny Burrell und Clark Terry einerseits, Geri Allen, Graham Haynes, Pharoah Sanders und Arthur Blythe andererseits. Er war ebenso mit Geri Allen, Wallace Roney, Don Byron und Oliver Lake wie mit Maceo Parker, Pee Wee Ellis und Fred Wesley auf Europatournee.
1993 legte er sein Debütalbum Portrait of Adrian vor, auf dem er sein musikalisches Konzept mit Michael Mossman, Ravi Coltrane, Geri Allen, und Roger Humphries vorstellte.
1995 nahm er mit Steve Rudolph (Everything I Love) auf; Mitte der 1990er Jahre bildete er ein Trio mit Peter Madsen und Bruce Cox, das drei Alben für minor music aufnahm, auf zweien davon zum Quartett erweitert mit Stanley Turrentine bzw. Benny Golson. Dann tourte er intensiv mit Turrentine und mit John Hicks, spielte aber auch mit Phil Woods und Herbie Mann. Er leitete seine eigene Band Under Cover Project und entwickelte einen eigenen Pikkolobass.
Als Adjunct Professor wurde er an die Duquesne University berufen.

## Diskographische Hinweise
- Portrait of Adrian (minor music 1993)
- 4 Robin (AAM Records 2004)
- Ming (Bonedog Records 2006)
- Pretty Girl (Bonedog Records 2008)
- Essence of an Angel (2012)